# Cantone di Sainte-Rose-1
Il cantone di Sainte-Rose-1 è una divisione amministrativa dell'arrondissement di Basse-Terre, nel dipartimento d'oltremare della Guadalupa.
A seguito della riforma approvata con decreto del 24 febbraio 2014, che ha avuto attuazione dopo le elezioni dipartimentali del 2015, è passato da 1 a 3 comuni più una frazione.

## Composizione
Prima della riforma del 2014 comprendeva solo parte del comune di Sainte-Rose.
Dal 2015 i comuni appartenenti al cantone sono i seguenti:
- parte del comune di Bouillante
- Deshaies
- Pointe-Noire
- parte del comune di Sainte-Rose.